# ТОР «Курилы»
Территория опережающего социально-экономического развития «Курилы» — территория в Сахалинской области России, на которой установлен особый правовой режим осуществления предпринимательской деятельности. Создана в 2017 году. Основная специализация ТОР — туризм и рыбопереработка.

## Развитие территории
Вопрос о создание трех ТОР в Сахалинской области, включая ТОР «Курилы», обсуждался в ноябре 2015 года на совещании в Южно-Сахалинске под председательством полпреда Президента России в ДФО Юрия Трутнева. О возможности создания на Курильских островах территории опережающего развития говорится в федеральной целевой программе «Социально-экономическое развитие Курильских островов на 2016—2025 годы», утверждённой в августе 2015 года
ТОР «Курилы» была создана в соответствии с постановлением Правительства РФ от 23 августа 2017 года № 992 "О создании территории опережающего социально-экономического развития «Курилы» на участках, расположенных на территории муниципального образования Южно-Курильский городской округ Сахалинской области (село Малокурильское, остров Шикотан). Основанием для принятия решения о создании территории опережающего развития на Курилах было заявлено обращение руководства рыбокомбината «Островной» с предложением о строительства на Курильских островах рыбоперерабатывающего комплекса. В августе 2021 года правительство приняло решение, предусматривающее, в числе прочего, расширение границ ТОР «Курилы».
В марте 2021 года было объявлено о создании на территории опережающего развития двух туристических проектов на общую сумму инвестиций до 24 млрд рублей. Инвестор, компания «Васта Дискавери», планирует построить трехзвездочный гостиничный комплекс с транспортной и энергетической инфраструктурой в городе Северо-Курильске (инвестиции до 2, 2 млрд рублей) и горнолыжный курорт «Итуруп Резорт» на территории острова Итуруп (бюджет 21,5 млрд рублей).
На заседании комиссии Государственного Совета РФ по направлению «Инвестиции» 5 апреля 2021 года губернатор Сахалинской области Валерий Лимаренко сообщил, что резиденты территории опережающего развития строят на Курилах рыбоперерабатывающий комплекс, судоремонтный завод, туристические объекты и друге объекты. По оценке главы региона, частные инвестиции на этот момент составили 4,3 миллиарда рублей.
В июле 2021 года в ходе своей поездки на Дальний Восток премьер-министр Михаил Мишустин поднял вопрос о возможности установления дополнительных налоговых и таможенных льгот для бизнеса на Курильских островах. В сентябре 2021 года этот вопрос обсуждался в рамках Восточного экономического форума: Владимир Путин предложил ввести для инвесторов, льготный режим, включая освобождение от уплаты ключевых налогов на десятилетний срок в сочетании с пониженными страховыми взносами. В соответствии с поручением президента, соответствующие изменения в нормативно-законодательную базу были внесены на заседании правительства в ноябре 2021 года.
Требования к потенциальным резидентам предусматривают, что компания-соискатель должна быть зарегистрированы в ТОР «Курилы», не должны иметь филиалов вне ТОР, предоставить минимальный объем инвестиций не менее 500 тыс. рублей, не находиться в процессе ликвидации, банкротства или реорганизации и соответствовать профильным видам деятельности ТОР.
По состоянию на конец 2021 года на территории опережающего развития зарегистрировано 6 резидентов, общая сумма заявленных инвестиций составляет 10,7 млрд рублей, количество создаваемых рабочих мест — 1749.

## Резиденты
Резиденты территорий опережающего социально-экономического развития получают ряд налоговых льгот. В частности, нулевой налог на прибыль в течение 5 лет с момента первой прибыли, нулевой налог на землю в течение 3-5 лет, нулевые таможенные пошлины и таможенный НДС при применении процедуры свободной таможенной зоны и прочие льготы.
Якорный резидент ТОР «Курилы» — компания "ООО "Рыбокомбинат «Островной» .